# Медицинский факультет Университета Коменского
Медицинский факультет Университета Коменского (словац. Lekárska fakulta Univerzity Komenského) — факультет Университета Коменского в Братиславе, занимающийся образованием в области медицинских наук. Был основан в 1919 году в числе первых четырех факультетов вновь организованного университета независимой Чехословакии.

## История
Первый медицинский факультет на территории Словакии был открыт в 1769 году в Трнавском университете, но он просуществовал всего семь лет. Национальный подъём в Австро-Венгрии, затронувший и земли будущей Словакии, поставил вопрос об организации высшего образования в национальных провинциях. Одним из требований было восстановление Братиславского университета, приведшее к созданию в 1912 году Братиславского королевского Елизаветинского университета. Медицинский факультет в составе нового университета был открыт в апреле 1918 года. Преподавание студентов 3-5 курсов началось в зимнем семестре 1918/1919 учебного года на венгерском языке, который в то время был официальным языком страны. Первые аудитории находились в помещении Краинской государственной больницы на улице Мицкевича (ныне факультетская больница). Деканат расположился во дворце Аспремонта, вместе с парком (получившем в результате имя Медицинского сада) подаренном факультету семейством коммерсантов Шиффбек. После создания независимой Чехословацкой республики в 1918 году Елизаветинский университет переехал в Печ (Венгрия). Новые власти начали организацию нового словацкого университета в Братиславе, движущей силой выступили преподаватели Карлова университета в Праге и словацкие политики. Датой основания Университета Коменского считается 27 июня 1919 года, когда депутаты Национального собрания Чехословацкой Республики утвердили Закон № 375/1919 об основании Чехословацкого государственного университета в Братиславе. Языками обучения стали словацкий и чешский, в ноябре того же года университет получил имя знаменитого чешского педагога Яна Амоса Коменского. Основу первого преподавательского состава медицинского факультета, продолжившего работу во Дворце Аспремонта и университетском госпитале, составили преподаватели и профессоры, прибывшие из Карлового университета. Профессор медицины Кристиан Хайнек был избран первым ректором университета, первым деканом медицинского факультета стал доктор Густав Мюллер.
31 июля 1919 года было объявлено о назначении президентом Чехословакии первых профессоров медицинского факультета: Кристиан Хайнек — патология и внутренние болезни; Густав Мюллер — гинекология и акушерство; Станислав Костливый — хирургия; Антонин Спилка — патологическая анатомия и медицинская гистология; Зденек Мысливечек — психиатрия и неврология; Роман Кадлицкий — офтальмология; Франтишек Прокоп — судебная медицина; Станислав Ружичка — гигиена. 2 августа 1920 года профессорский состав пополнил Иржи Брдлик — педиатр. Первый набор студентов медицинского факультета уже принадлежащего Чехословакии университета прошел с 1 по 8 декабря 1919 года, а уже 9 декабря состоялась первая лекция нового учебного года. Весной 1920 года начались практические занятия в факультетской больнице. В том же 1920 году факультет выпустил первого доктора медицины с дипломом Университета Коменского, им стал Петер Галаш, начинавший обучение в Карловом университете. В 1921 году первой женщиной, получившей диплом братиславского университета, стала доктор медицины Власта Мария Бордовска. Медицинский факультет был единственным действующим в университете до 1921 года, когда в сентябре начали работу юридический и факультет искусств